# Colmanara
× Colmanara (abreviado Colm. en el comercio) es un híbrido intergenérico entre los géneros de orquídeas Miltonia, Odontoglossum y Oncidium (Milt. x Odm. x Onc.).